# Tasmacète de Shepherd
Tasmacetus shepherdi
Genre
Espèce
Statut de conservation UICN

 DD  : Données insuffisantes
Statut CITES
Le genre Tasmacetus est l'un des cinq genres de baleine à bec. Il comprend une seule espèce, le Tasmacète ou Tasmacète de Sheperd (Tasmacetus shepherdi, Oliver, 1937). Ces dauphins sont rares et discrets.
Le Tasmacète est une espèce circumpolaire, connue jusqu'en 2012 uniquement par dix spécimens trouvés dans l'hémisphère sud, au large de la Nouvelle-Zélande, de l'Argentine, du Chili et de la Terre de Feu. Ce n'est qu'en février 2012, que 7 exemplaires ont pu être filmés au large de l'État de Victoria (Australie), d'environ 7 m de long.
La femelle peut atteindre une longueur de 6,60 mètres pour un poids d'environ 5,6 tonnes.
Cette espèce présente une peau gris foncé sur le dessus, qui s'éclaircit sur les flancs pour être presque blanche au ventre.
Le Tasmacète de Shepherd vit sur des fonds entre 350 et 3600 m. Il mange principalement des poissons pélagiques et benthiques ainsi que des crustacés.

## Répartition

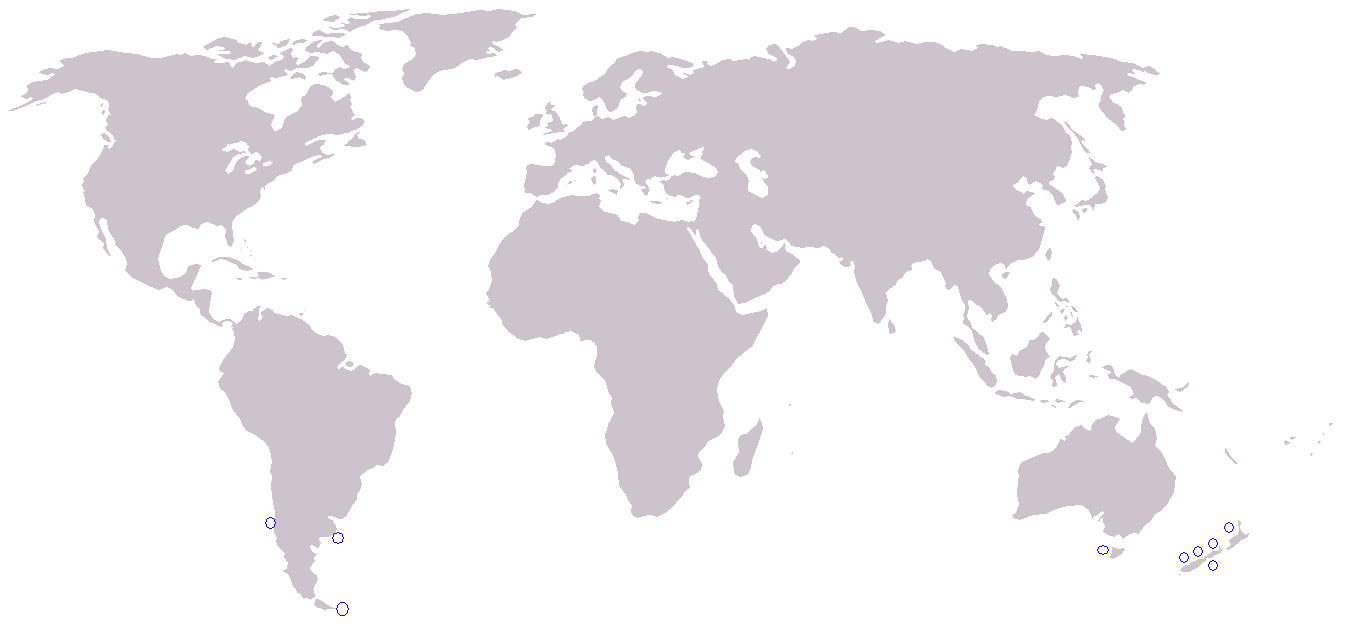
Carte de distribution du Tasmacète de Shepherd